# Armorial des familles de Provence

L'Armorial des familles de Provence rassemble les armoiries, sous forme de figures et de blasonnements, ainsi que les devises des familles nobles et notables ayant eu une présence significative en Provence sous l'Ancien Régime.

Provence
Comtat Venaissin
Comté de Nice

## Liste des familles
- Haut – A
- B
- C
- D
- E
- F
- G
- H
- I
- J
- K
- L
- M
- N
- O
- P
- Q
- R
- S
- T
- U
- V
- W
- X
- Y
- Z

### A
| Blason | Nom de la famille, blasonnement et devise |
| ------ | --- |
|        | Famille Abeille D'azur à une ruche d'or accompagnée de trois abeilles du même. |
|        | Famille d'Abon Parti-émanché d'or et d'azur à quatre pièces d'or sur l'azur, les extrémités des pointes pommetées d'or sur l'azur et d'azur sur l'or. - Devise : « Union maintient » - Autre : « Tenet mensuram » |
|        | Famille d'Adaoust D'azur au chevron d'or, accompagné en pointe d'un lion du même, armé et lampassé de gueules ; au chef du second, chargé de trois étoiles de gueules. |
|        | Maison d'Adhémar et Adhémar de Grignan D'or à trois bandes d'azur. Alias écartelé ; aux 2 et 3 de gueules au château d'or sommé de trois tours du même. - Devise : « Plus d'honneur que d'honneurs » |
|        | Famille d'Agoult D'or au loup ravissant d'azur, armé, lampassé et viléné de gueules. - Devise : « Avidus committere pugnam » |
|        | Famille d'Albert D'or au lion couronné de gueules. Alias le lion armé, lampassé et couronné d'azur. |
|        | Famille d'André de Bellevue D'or au sautoir de gueules. |
|        | Famille d'Astros et Drujon d'Astros D'azur à trois étoiles d'or. |
|        | Famille d'Audiffret D'or, au chevron d'azur, chargé de cinq étoiles d'or et accompagné en pointe d'une montagne de trois coupeaux de sable, celui du milieu surmonté d'un faucon du même, la tête contournée et la patte dextre levée ; à la bordure componée d'or et de sable de vingt-huit pièces., Alias la bordure componée de sable et d'or de vingt-quatre pièces. |
|        | Famille Azan D'azur à un rocher d'argent, surmonté d'une étoile d'or. |

### B
| Blason | Nom de la famille, blasonnement et devise |
| ------ | --- |
|        | Famille de Barras Fascé d'or et d'azur. - Devise : « Vaillance de Barras » |
|        | Maison des Baux De gueules à l'étoile à seize rais d'argent. |
|        | Famille de Beaussier de Châteauvert D'azur à trois coquilles d'or, sans oreilles. |
|        | Famille de Bérard De gueules au demi-vol d'argent. |
|        | Famille Berlier de Vauplane et de Tourtour D'azur à un bélier d'argent ; au chef de gueules chargé de trois besants d'or., Alias de gueules au renard d'or, coupé d'argent à la buse de gueules. - Devise : « Pretium non vile laborum »                                                                              |
|        | Famille Bernard-Attanoux ou Bernard-Atenoux Écartelé : aux 1 et 4, de gueules au lion d'or, couronné, à la bande d'azur chargée d'un croissant d'argent et de deux étoiles brochant sur le tout (qui est de Bernard) ; aux 2 et 3, d'azur au chevron d'or, accompagné de trois besants d'argent (qui est d'Attanoux). |
|        | Famille de Berton des Balbes de Crillon et de Mahon D'or à cinq cotices d'azur. |
|        | Famille de Biliotti De gueules au chef d'argent chargé d'un renard de gueules. - Devise : « Pense à la fin » |
|        | Famille de Blacas et Blacas d'Aulps D'argent à une étoile à seize rais de gueules., - Cri : « Vaillance ! » - Devise : « Pro Deo, pro rege » |
|        | Famille de Bompard D'azur, à deux palombes d'argent posées sur un écot d'or mis en fasce. |
|        | Famille de Bovis Coupé : au 1 d'azur au chevron d'or, accompagné de trois roses d'argent ; au 2 de gueules à un bœuf passant d'argent. - Devise : « Devoir quand même » |
|        | Famille Boyer de Fonscolombe et de La Mole D'azur au bœuf passant, soutenu d'une trangle, accompagné en chef de trois étoiles rangées et en pointe d'un cœur, le tout d'or. |

### C
| Blason                      | Nom de la famille, blasonnement et devise |
| --------------------------- | --- |
|                             | Famille Castellan D'azur à une tour ou castel d'argent senestré d'un élan du même, rampant et appuyé contre la tour, le tout soutenu d'une terrasse de sable.                                                                           |
|                             | Famille de Castellane De gueules au château sommé de trois tours d'or, maçonné de sable, la tour du milieu plus élevée que les deux autres. - Devise : « May d'hounour que d'hounours » - Sobriquet : « Dissolution de Castellane »     |
| Blason Famille de Cavaillon | Famille de Cavaillon de Saunac D'or au lion de sable, armé et lampassé de gueules. |
|                             | Famille Chaix d'Est-Ange De gueules au lion couronné d'or. |
|                             | Famille de Chalamont D'or à trois fasces d'azur., Alias d'argent à trois fasces d'azur. |
|                             | Maison de Chalon (Princes d'Orange) Écartelé : aux 1 et 4 de gueules à la bande d'or ; aux 2 et 3 d'or au cor de chasse d'azur lié de gueules, virolé et engrêlé d'argent ; sur le tout cinq points d'or équipollés à quatre d'azur.    |
|                             | Famille de Chieusses de Combaud ou Chieusse Parti : au 1 d'azur au chevron d'or, accompagné en pointe d'un rosier du même, au chef d'argent (Chieusses) ; au 2 d'or à trois bandes de gueules, au lion d'azur, montant sur la dernière. |
|                             | Famille Chiris D'azur à une fasce d'argent chargée de trois roses de gueules. |
|                             | Famille de Clapiers de Vauvenargues et de Collongues Fascé d'azur et d'argent ; au chef d'or. |
|                             | Famille Clary D'azur au vol d'argent, chargé d'une épée haute du même montée d'or, surmontée de deux étoiles du même ; au chef aussi d'or, chargé de deux roses tigées et feuillées au naturel.                                         |
|                             | Famille de Coriolis alias de Coriolis d'Espinouse D'azur à deux chevrons d'or, accompagnés en pointe d'une rose d'argent. |
|                             | Famille Corporandi d'Auvare Coupé : au 1, d'azur à trois étoiles d'argent rangées en fasce ; au 2, de gueules à deux cors de chasse adossés, les embouchures passées en sautoir.                                                        |
|                             | Famille Corréard D'argent à une divise de gueules en chef, surmontée de trois étoiles d'azur, et accompagnée en pointe d'un coq de sable, tenant de sa patte dextre une branche d'olivier d'or.                                         |
|                             | Famille Court de Fontmichel D'or à un arbre arraché de sinople, sommé d'un pigeon d'argent, becquetant un fruit de l'arbre ; au chef de gueules, chargé de trois étoiles d'or.                                                          |

### D
| Blason | Nom de la famille, blasonnement et devise                                                                                              |
| ------ | --- |
|        | Famille de Durand de Sartoux Parti d'or et de gueules, au lion couronné de sable, lampassé et vilené de gueules, brochant sur le tout. |

### E
| Blason | Nom de la famille, blasonnement et devise |
| ------ | --- |
|        | Famille d'Estienne de Prunières De gueules à la bande d'or, accompagnée en chef d'un gland tigé et feuillé d'or, et en pointe d'un besant du même ; au chef d'azur, chargé de trois étoiles d'or. |

### F
| Blason | Nom de la famille, blasonnement et devise |
| ------ | --- |
|        | Famille de Félix du Muy Écartelé : aux 1 et 4 de gueules à la bande d'argent chargé de trois F de sable ; aux 2 et 3 de gueules à un lion d'or, à la bande d'azur brochant sur le lion. - Devise : « Felices fuerunt fideles »    |
|        | Famille de Feraudy Fascé d'or et de gueules, à l'étoile à six rais d'azur chargeant la première, et au sautoir de gueules brochant sur le tout.                                                                                   |
|        | Famille Flotte de Cuebris et d'Agoult De gueules au lion d'or, armé et lampassé d'argent., |
|        | Famille de Forbin D'or au chevron d'azur, accompagné de trois têtes de léopard de sable, lampassées de gueules., |
|        | Famille de Foresta Palé d'or et de gueules, à la bande de gueules brochant sur le tout. |
|        | Famille de Fortia d'Urban et de Montréal, de Piles D'azur à une tour d'or, crénelée et maçonnée de sable, posée sur un rocher de sept coupeaux de sinople mouvant de la pointe de l'écu., - Devise : « Turris fortissima virtus » |
|        | Famille de Fougasse De gueules au chef d'argent chargé de trois roses du champ. |

### G
| Blason | Nom de la famille, blasonnement et devise |
| ------ | --- |
|        | Famille des Gallois olim Gallois de La Tour De sable au sautoir d'or., |
|        | Famille de Gantelmi d'Ille D'or au lion de gueules tenant de la dextre une croix fleuronnée d'azur ; écartelé de gueules au rocher d'argent au milieu d'une mer d'azur, surmonté de deux triangles vidés et entrelacés d'or. - Devise : « Leo non expavescit »                 |
|        | Famille de Gantès D'azur au chef émanché de quatre pièces d'or. - Devise : « Vincere gigantes » |
|        | Famille de Garidel D'azur à la croix de Calvaire pattée et fichée d'or, accostée vers la pointe de deux triangles d'argent. Alias à trois palmes d'or posées sur trois rochers d'argent, accompagnées en chef de trois étoiles d'or.                                           |
|        | Famille de Gaudemaris D'or au coq de sable, crété et becqué de gueules, posé sur un mont de trois coupeaux d'azur mouvant de la pointe ; au chef d'azur chargé de trois étoiles d'or. Alias d'azur à un coq d'or marchant sur une mer d'argent.,                               |
|        | Famille Gazan de La Peyrière Coupé : au 1, parti : a) d'azur, à une épée haute d'argent, garnie d'or (comtes militaires), b) d'argent, à un pin de sinople terrassé du même, fruité d'or, accompagné d'une pie de sable ; au 2, de gueules à la forteresse en ruines d'argent. |
|        | Famille de Glandevès Fascé d'or et de gueules. Alias écartelé de Villeneuve. |
|        | Maison de Grasse D'or au lion de sable, armé, lampassé, couronné de gueules., Alias le lion armé, lampassé, couronné et viléné., - Devise : « Responde pro me » |
|        | Maison Grimaldi Fuselé d'argent et de gueules. - Devise : « Deo juvante » |
|        | Famille Guillibert D'or semé de fers de lance de gueules, au lion aussi de gueules brochant sur le semé. - Devise : « Jucunda de excelso » |

### H
| Blason                  | Nom de la famille, blasonnement et devise                                                                                       |
| ----------------------- | --- |
| Blason Famille d'Hozier | Famille d'Hozier D'azur à une bande d'or, accompagnée de six étoiles du même en orle. - Devise : « Et habet sua sidera tellus » |

### I
| Blason | Nom de la famille, blasonnement et devise |
| ------ | --- |
|        | Famille Isnard Coupé : au 1, parti, à dextre de sinople à une plume posée en bande et une épée la pointe basse posée en barre, le tout d'argent, surmonté d'un comble d'azur, chargé de neuf étoiles d'argent posées en cercle, et à senestre des barons membres du collège électoral, c.-à.-d. de gueules à la bande de chêne posée en bande ; au 2, d'argent à la rivière en champagne d'azur, sommée d'un pont de trois arches en granit au naturel. |
|        | Famille des Isnards D'or au sautoir de gueules cantonné de quatre molettes d'or. - Devise : « Qui me touche je le pique », |

### L
| Blason | Nom de la famille, blasonnement et devise     |
| ------ | --------------------------------------------- |
|        | Famille Laplane De gueules au cygne d'argent. |

### M
| Blason | Nom de la famille, blasonnement et devise |
| ------ | --- |
|        | Famille de Malespine D'azur à un chevron d'or, chargé de deux épines de gueules, accompagné de trois roses d'argent tigées et feuillées du même.                                         |
|        | Famille de Mandon D'azur au chevron d'or, sommé d'une fleur de lys au pied fiché du même, et accompagné de trois roses d'argent., - Devise : « Superna licet, sustentant lilia fulcrum » |
|        | Famille de Monléon olim Monleone, de Montléon Parti : au 1, d'argent à la croix latine de sable posée sur un mont de trois coupeaux du même ; au 2, de gueules au lion d'or.             |
|        | Famille de Montgrand D'azur, à une haute montagne d'or, mouvante de la pointe, à une nuée d'argent brochant sur le tout en fasce.                                                        |
|        | Famille de Montolieu Fascé d'or et d'azur. |
|        | Famille de Mougins-Roquefort D'or au peuplier de sinople soutenu d'un croissant de gueules et accompagné de trois étoiles de sable, une en chef et deux en flancs.                       |

### O
| Blason | Nom de la famille, blasonnement et devise                |
| ------ | -------------------------------------------------------- |
|        | Famille d'Oraison De gueules à trois fasces ondées d'or. |

### P
| Blason | Nom de la famille, blasonnement et devise |
| ------ | --- |
|        | Famille Pastré D'or au chevron d'azur, accompagné de deux chênes de sinople en chef, et en pointe d'un lion de sable. |
|        | Famille Perrier D'argent au poirier terrassé de sinople, fruité d'or. - Devise : « Multa et optima » |
|        | Famille de Piolenc De gueules à six épis de blé d'or et une bordure engrêlée du même. - Devise : « Campi tui implebuntur ubertate » |
|        | Famille de Pontevès et Pontevès d'Amirat De gueules à un pont de deux arches et au parapet triangulaire d'or, maçonné de sable. Alias écartelé ; aux 2 et 3 d'or à un loup ravissant d'azur, armé et lampassé de gueules (Agoult)., - Devise : « Deus ponet super te » |
|        | Famille des Porcellets alias de Porcellets D'or à un porcelet de sable. |
|        | Famille Portalis D'azur à un portail crénelé de trois pièces d'or, maçonné de sable, sommé d'une tige de trois lys de jardin au naturel sortant du créneau du milieu. Alias d'azur à la fasce d'argent accompagnée de trois lys d'or, tigés et feuillés d'argent.      |
|        | Famille de Provençal olim Provensal D'or au chevron d'azur accompagné de trois bâtons écotés de même. |
|        | Famille du Puy de Malaucène D'argent au lion de sinople, armé et lampassé de gueules. |

### R
| Blason | Nom de la famille, blasonnement et devise |
| ------ | --- |
|        | Famille de Ravel d'Esclapon et de Martel D'azur à deux chevrons d'argent accompagnés en chef de deux besants du même, et au chef d'or chargé d'une étoile de gueules. |
|        | Famille de Raymond de Modène D'argent à la croix de gueules chargée de cinq coquilles d'argent. |
|        | Famille de Rémy de Courcelles D'hermine, à l'écusson de gueules. |
|        | Famille Richard de Soultrait D'argent à deux palmes adossées de sinople, accompagnées en pointe d'une grenade de gueules tigée et feuillée de sinople. Alias écartelé ; aux 2 et 3 d'azur à la corne d'abondance d'or.                                                                                                |
|        | Famille de Ripert de Fabry d'Alauzier Écartelé : aux 1 et 4 d'azur à la fleur de lys d'or, à une fasce de gueules brochant sur le tout, chargée à dextre d'un croissant d'argent et à senestre d'un soleil d'or ; aux 2 et 3 d'azur à la bordure d'or et une croix de gueules à double traverse brochant sur le tout. |
|        | Famille de Robert d'Aqueria de Rochegude Écartelé : aux 1 et 4, d'azur à la colombe d'argent tenant en son bec un rameau d'olivier de sinople, au chef d'or chargé de trois roses de gueules ; aux 2 et 3, échiqueté d'or et de gueules de douze pièces, chaque point de gueules chargé d'une rose d'or.              |
|        | Famille Rostand D'azur à la roue d'or surmontée d'une fasce du même. |

### S
| Blason                    | Nom de la famille, blasonnement et devise |
| ------------------------- | --- |
|                           | Famille de Saboulin De gueules à trois roses d'argent. |
|                           | Maison de Sabran De gueules au lion d'argent. |
|                           | Famille de Sade De gueules à l'étoile à huit rais d'or, chargée d'une aigle (impériale) de sable, becquée, [membrée] et diadémée de gueules. Alias de gueules à l'étoile à huit rais d'or. |
| Blason Famille de Seguins | Famille de Seguins D'azur à la huppe essorante d'argent, becquée et onglée de gueules, accompagnée de sept étoiles d'or, quatre en chef et trois en pointe.,                               |
|                           | Famille de Simiane D'or, semé de fleurs de lys et de tours d'azur alternées., |
|                           | Famille de Suffren et Suffren de Saint-Tropez D'azur au sautoir d'argent cantonné de quatre têtes de léopard d'or.                                                                         |

### T
| Blason | Nom de la famille, blasonnement et devise |
| ------ | --- |
|        | Famille Tardieu Coupé : au 1, d'or à la fasce de sable ; au 2, de sinople à un écureuil d'argent. |
|        | Famille de Taulignan Écartelé : aux 1 et 4, de sable à la croix engrêlée d'or, cantonnée de dix-huit billettes du même, cinq dans chaque canton du chef et quatre dans chaque canton de la pointe (Taulignan) ; aux 2 et 3, d'argent à deux fasces de gueules (de Barres). |
|        | Famille de Terris D'or à trois taupes se terrissant de sable. - Devise : « Labor in terris », |
|        | Famille de Thomas de La Garde, de La Valette Écartelé de gueules et d'azur à une croix tréflée au pied fiché d'or brochant sur le tout. Alias la croix fleuronnée., |

### V
| Blason                       | Nom de la famille, blasonnement et devise |
| ---------------------------- | --- |
|                              | Famille de Valbelle D'azur à un lévrier rampant d'argent, colleté de gueules. Alias écartelé, aux 1 et 4 de gueules à la croix de Toulouse d'or, aux 2 et 3 de gueules au lion couronné d'or ; sur le tout d'azur au lévrier d'argent colleté de gueules. - Devise : « Fidelis et audax » – Cri : « Vertu et fortune ! » |
| Blason Famille de Vento      | Famille de Vento de Pennes ou des Pennes Échiqueté d'argent et de gueules., - Devise : « Super pennas ventorum » |
| Blason Famille de Villeneuve | Famille de Villeneuve De gueules fretté de six lances d'or, semé dans les claires-voies d'écussons du même ; sur le tout d'azur à une fleur de lys d'or., - Cri : « À tout ! » - Devise : « Per hæc regnum et imperium », |
|                              | Famille de Vincens de Causans ou Vincens de Mauléon de Causans Écartelé : aux 1 et 4, d'or au lion de sable armé, lampassé et couronné de gueules (Mauléon), à la bordure d'azur chargée de six étoiles d'or, trois en chef et trois en pointe, et de trois croissants d'argent, deux en flancs et un en pointe soutenant l'étoile de la pointe (Vincens) ; aux 2 et 3, de gueules à l'aigle couronnée d'or, membrée et becquée d'azur (Astouaud). |
|                              | Famille de Vintimille De gueules, au chef d'or. - Devise : « Constance » - Autre : « Præ millibus unus », |

- Haut – A
- B
- C
- D
- E
- F
- G
- H
- I
- J
- K
- L
- M
- N
- O
- P
- Q
- R
- S
- T
- U
- V
- W
- X
- Y
- Z